# Muhammad-Ali

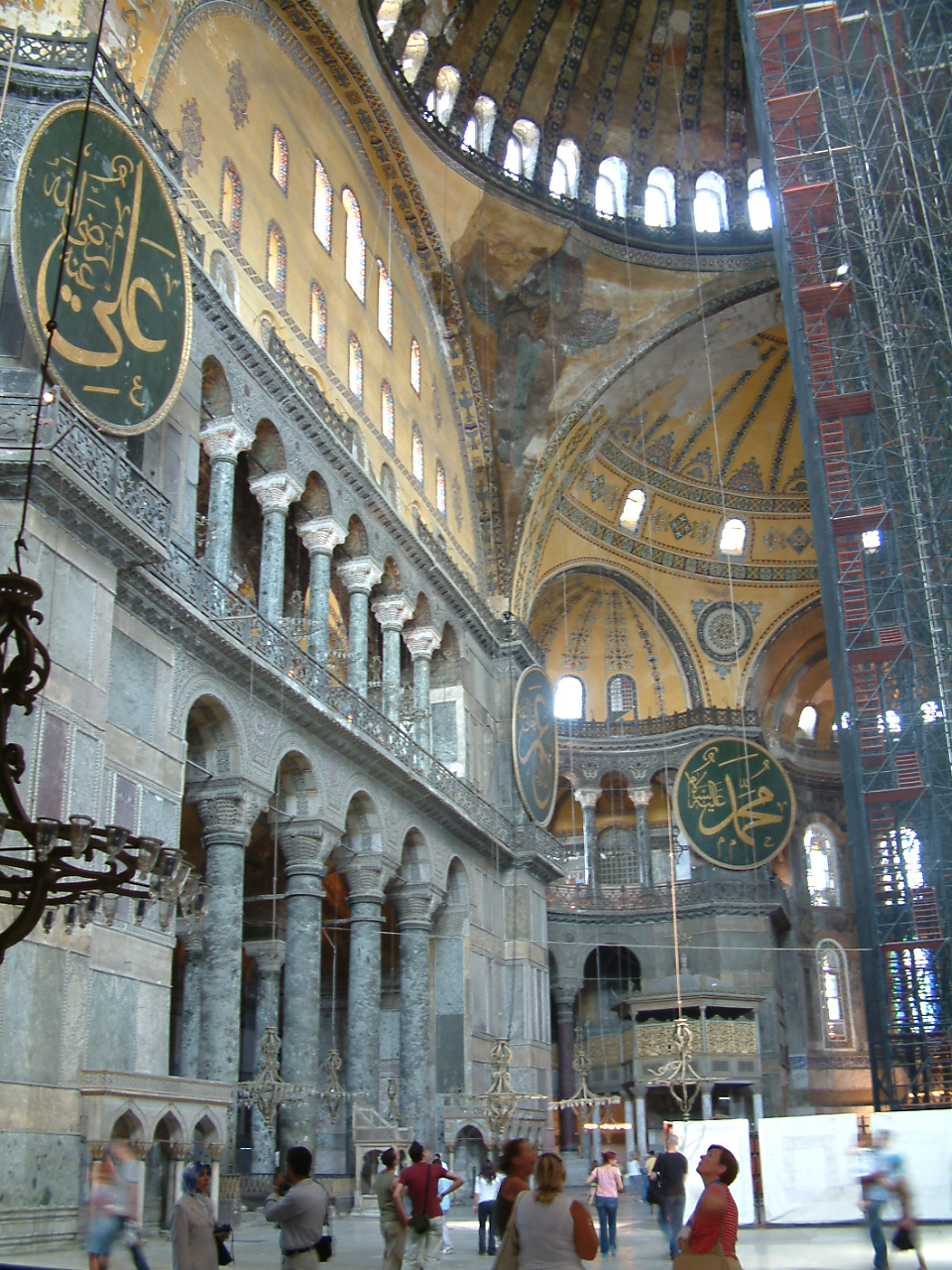
Muhammad (médaillon du fond) et Ali (médaillon sur la gauche de l'image). Mosquée Sainte-Sophie, Istanbul

Muhammad-Ali fait référence, dans l'alévisme, à Mahomet et Ali en tant qu'ils existent comme une seule entité, ou lumière de l''aql (ar) عَقْل. 

## L'esprit
'Aql   un terme arabe utilisé dans la théologie et la philosophie islamique pour désigner en principe l'intellect partagé par tous les hommes qui permet de voir les choses de ce bas monde; mais il peut d'autre part désigner la faculté qu'a l'âme de voir les choses de la vie future.
Cette croyance en l'unité de Mahomet et Ali trouve peut-être son originie dans le célèbre hadith chiite : « Mahomet dit : « La première créature de Dieu était ma lumière, et moi et Ali sommes de la même lumière. »